# Naadam

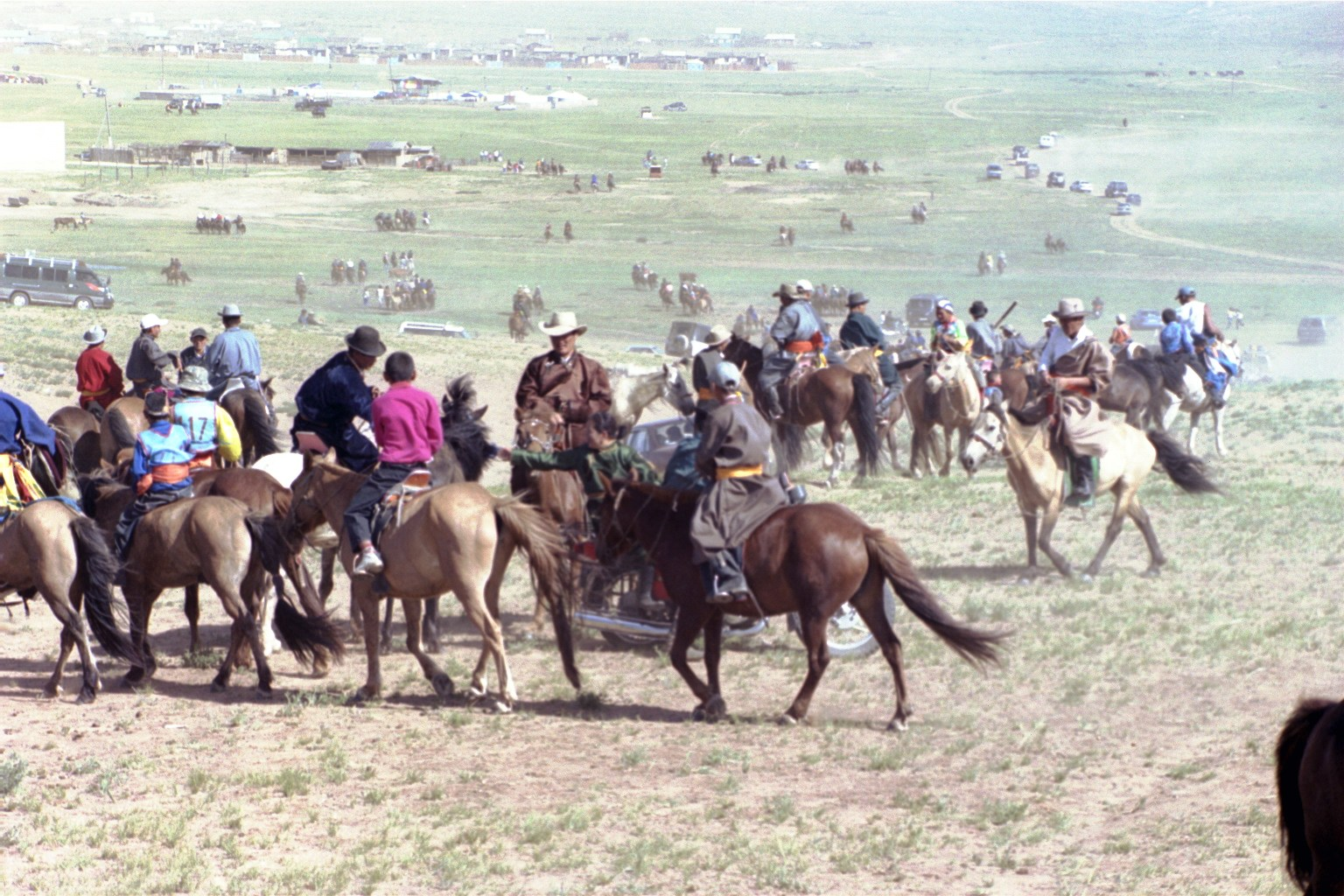
Visitantes e participantes se misturam no festival

Naadam (Наадам) é o feriado nacional da Mongólia. realizado entre os dias 11 e 13 de julho. Também conhecido como Eriin Gurvan Naadam (algo como "três jogos masculinos"), tem como eventos a luta livre mongol, corrida de cavalos e arco-e-flecha, e são os únicos jogos realizados no país. Atualmente as mulheres também participam em dois dos "três jogos masculinos"; arco e a corrida de cavalos.

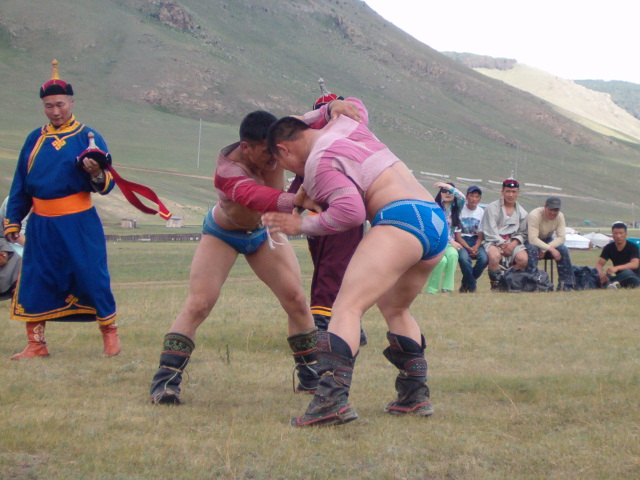
Lutadores (burumbators)

O festival principal é realizado na capital mongol de Ulaanbaatar (ou Ulan Bator). Outras cidades no entanto também possuem o seu próprio Naadam, apesar de não poderem se comparar ao tamanho do Naadam de Ulaanbaatar.
É o festival mais popular do país, e acredita-se que exista a séculos de alguma maneira. Era originalmente um festival religioso mas hoje formalmente comemora a revolução de 1921 quando a Mongólia se declarou um país independente.
O festival também é celebrado na região da Mongólia Interior na China.